# Teatro romano di Aspendo
Il teatro romano di Aspendo è un teatro romano che si trova nell'antica città di Aspendo in Turchia. 
Costruito nel II secolo, è uno dei teatri antichi meglio conservati del mondo antico.

## Storia
Con un diametro di 96 metri, il teatro fu costruito nel II secolo dall'architetto greco Zenone durante il regno di Marco Aurelio (161-180).
La cavea è un semicerchio di 95,48 metri di diametro scavato nel fianco nord-orientale della collina ed è divisa in due da un unico diazoma e presenta 40 file di gradini per una capienza di 7.300-7.600 spettatori, che poteva arrivare fino a 8.500.
La parete del palco è completamente intatta mentre è scomparso il soffitto originale in legno profondo 8 metri. Intorno al teatro sono stati rinvenuti 58 fori dove un tempo c'erano dei pali, che potevano servire per stendere un grande velario sopra la tribuna per proteggere gli spettatori dal sole.
Il teatro fu periodicamente riparato dai Selgiuchidi, che lo usarono come caravanserraglio, e nel XIII secolo l'edificio del palcoscenico fu trasformato in un palazzo dai Selgiuchidi di Rum.
In tempi moderni il teatro è stato riportato al suo stato originale ed è diventata un'importante attrazione turistica della regione. In primavera e in estate vi si tengono spettacoli di opera e balletto.